# 畑野実
畑野 実（はたの みのる、1949年9月23日 - ）は、東京都出身の元プロ野球選手。ポジションは内野手。

## 来歴・人物
日大三高では、高校同期の古賀正明、柴田民男両投手を擁し、2年生の時から三塁手として活躍。1966年の春季東京大会準決勝に進むが、日大一高の保谷俊夫、桜井憲の継投に抑えられ敗退。同年夏の甲子園東京都予選では決勝進出を果たし、修徳高と対決。古賀が先発するが、辻正孝に本塁打を喫するなど乱戦の末に7-9で惜敗。翌1967年夏も都予選準決勝で依田優一が四番打者であった堀越高に敗れ、甲子園出場はならなかった。
卒業後は柴田とともに日本大学へ進学。東都大学野球リーグでは三塁手、三番打者として中沢邦男らと打線の主軸となり、1971年秋季リーグの優勝に貢献。同年の明治神宮野球大会でもエース山本和行を擁する亜大を降し初優勝。
1971年ドラフト会議で阪急ブレーブスから3位指名を受け入団。1972年にはジュニアオールスターにも選出されるが、一軍出場は通算2試合だけで、1974年に引退した。
1974年の背番号は49であったが、この番号は球団設立以来空き番が続いており、39年目にして初めての49の着用であった。

## 詳細情報

### 年度別打撃成績
| 年 度     | 球 団     | 試 合 | 打 席 | 打 数 | 得 点 | 安 打 | 二 塁 打 | 三 塁 打 | 本 塁 打 | 塁 打 | 打 点 | 盗 塁 | 盗 塁 死 | 犠 打 | 犠 飛 | 四 球 | 敬 遠 | 死 球 | 三 振 | 併 殺 打 | 打 率 | 出 塁 率 | 長 打 率 | O P S |
| --------- | --------- | ----- | ----- | ----- | ----- | ----- | -------- | -------- | -------- | ----- | ----- | ----- | -------- | ----- | ----- | ----- | ----- | ----- | ----- | -------- | ----- | -------- | -------- | ----- |
| 1972      | 阪急      | 1     | 1     | 1     | 0     | 0     | 0        | 0        | 0        | 0     | 0     | 0     | 0        | 0     | 0     | 0     | 0     | 0     | 1     | 0        | .000  | .000     | .000     | .000  |
| 1974      | 阪急      | 1     | 1     | 1     | 0     | 0     | 0        | 0        | 0        | 0     | 0     | 0     | 0        | 0     | 0     | 0     | 0     | 0     | 0     | 1        | .000  | .000     | .000     | .000  |
| 通算：2年 | 通算：2年 | 2     | 2     | 2     | 0     | 0     | 0        | 0        | 0        | 0     | 0     | 0     | 0        | 0     | 0     | 0     | 0     | 0     | 1     | 1        | .000  | .000     | .000     | .000  |

### 背番号
- 28 （1972年 - 1973年）
- 49 （1974年）